# 20965 Kutafin
20965 Kutafin è un asteroide della fascia principale. Scoperto nel 1978, presenta un'orbita caratterizzata da un semiasse maggiore pari a 2,9306777 UA e da un'eccentricità di 0,1388828, inclinata di 14,54607° rispetto all'eclittica.